# Hachisuka Muneteru
Hachisuka Muneteru est un nom japonais traditionnel ; le nom de famille (ou le nom d'école), Hachisuka, précède donc le prénom (ou le nom d'artiste).
Hachisuka Muneteru (蜂須賀 宗英, né le 23 mai 1684, mort le 24 mars 1743) est un daimyo de l'époque d'Edo à la tête du domaine de Tokushima. Son titre de cour est Awa no kami.